# Anneliese Augustin
Anneliese Augustin (nascida em 24 de abril de 1930) é uma política alemã. De 13 de janeiro de 1984 a 1987 e de 6 de dezembro de 1989 a 1998, ela foi membro da União Democrata-Cristã da Alemanha (CDU) no Bundestag alemão, pelo estado de Hesse, por quatro mandatos.

## Vida
Depois de se formar no ensino médio em Lörrach e estudar em Basel e Freiburg, ela recebeu a sua licença farmacêutica em 1957. Ela trabalhou como farmacêutica autónoma de 1958 até entrar para o Bundestag.